# ويليام هامبتون (شاعر)
ويليام هامبتون (بالإنجليزية: William Hampton)‏ هو شاعر بريطاني، ولد في 1959 في سالفورد في المملكة المتحدة.